# Aulonocara hueseri
Aulonocara hueseri is een straalvinnige uit het geslacht Aulonocara.
De soort komt alleen voor in het zoet water van het Malawimeer in Afrika. De vis leeft vlak boven een zandige bodem en het voedsel bestaat vooral uit in het zand levende ongewervelden. Met een maximale lengte van 7,9 cm is de vis relatief klein. De soort leeft onder een temperatuur van 24 tot 26 °C.
Aulonocara hueseri wordt gebruikt in de aquariumhandel.